# Antoine Hervé
Antoine Hervé (* 20. Januar 1959 in Paris) ist ein französischer Komponist und Pianist.

## Leben und Wirken
Hervé studierte am Conservatoire von Paris Klavier bei Pierre Sancan, Orchestration bei Marius Constant und Komposition bei Jean-Yves Daniel-Lesur, Henri Challan, Jean-Claude Reynaud und Claude Ballif. Er war Preisträger des nationalen Concours de La Défense. Für Radio France gründete er das Orchester Bob 13 (Aufnahmen Live in Paris, Tutti). Von 1987 bis 1989 war er musikalischer Leiter des Orchestre National de Jazz. Auf weltweiten Tourneen mit dem Orchester gab er mehr als einhundertvierzig Konzerte, unter anderem mit Gil Evans und Quincy Jones. Mit dem Orchester nahm er die CDs ONJ 87 und African Dream auf. 1990 gründete er das Ensemble Hexameron, das sich der Förderung zeitgenössischer Formen der musikalischen Improvisation widmete, und das Antoine Hervé Quintet, mit dem er die bulgarisch-türkische Sängerin Yildiz Ibrahimova begleitete (Album Paris-Zagreb).
Hervé spielte u. a. mit Dee Dee Bridgewater, Chet Baker, Randy Brecker, Cab Calloway, Louis Sclavis, Martial Solal, Michel Portal, Carla Bley, Didier Lockwood und Daniel Humair.
Neben Musicals, Filmmusiken und Musik zu Dance Shows komponierte er in den 1990er Jahren unter anderem ein Trompetenkonzert, ein Streichquartett und ein Stück für Schlagzeug und Orchester. 1997 gründete er mit Markus Stockhausen das Stockhausen-Hervé-Quintett.
Er ist Gründer eines eigenen Jazz-Labels Philo.
1985 erhielt er den Prix Django Reinhardt.

## Werke
- Tutti, Ballett
- Filmmusik zum Film Eine Welt ohne Mitleid (Un monde sans pitié) von Éric Rochant
- Mr. Astaire, Musical
- L'Opéra des Pékins
- A Chacun Son Serpent
- Sonate d'Automne
- Mes Bien Chers Frères
- Tribute to Miles Davis, Trompetenkonzert
- La Maison Brûlée, Streichquartett
- Transit für Schlagzeug und Orchester, 1994
- Transactions
- Mozart, La Nuit, Musical, 1997
- Les Caprices De Morgane, Musical, 1997
- Macadam-Macadam, Hip-Hop-Ballett, 2000/01
- A Chacun Son Serpent, Musical, 2000/01
- Absolute Dream

## Diskographische Hinweise
- Antoine Hervé  Bop 13 (mit Christian Martinez, François Chassagnite, Denis Leloup, Michel Godard, Bobby Rangell, Jean-Pierre Solves, Éric Barret, Marc Ducret, Andy Emler, Michel Benita, André Ceccarelli, François Verly, Michel Alibo, Robert Thomas Jr.; 1986)
- ONJ 87, 1987
- African Dream, 1987
- Paris-Zagreb, 1990
- Hexameron, 1990 mit u. a. Vinko Globokar, Louis Sclavis, György Kurtág, Andy Emler, Yves Robert
- Invention Is You, 1997
- Summertime, 2001
- Mozart, La Nuit, 2002
- Inside,  (solo) 2003
- Road Movie, 2006, mit Markus Stockhausen, Michel Portal, Stéphane Guillaume, Daniel Ciampolini, François Moutin, Ari Hoenig, Arnaud Frank
- Complétement Stones  2014, mit François Moutin, Philippe Pipon Garcia